# José Carlos Ramírez
José Carlos Ramírez est un boxeur américain né le 12 août 1992 à Avenal, Californie.

## Carrière
Passé professionnel en 2012, il remporte le titre vacant de champion du monde des poids super-légers WBC le 17 mars 2018 après sa victoire aux points contre Amir Imam. Ramírez conserve son titre le 14 septembre 2018 en battant aux points Antonio Orozco puis le 10 février 2019 Jose Zepeda également aux points. Il s'empare ensuite de la ceinture WBO après un succès contre Maurice Hooker le 27 juillet 2019 par arrêt de l'arbitre au 6e round.
Le 29 août 2020, Ramírez bat aux points Viktor Postol et conserve ses titres WBC et WBO. Il est en revanche battu par Josh Taylor, champion IBF et WBA de la catégorie, le 22 mai 2021.